# Sainte-Marie-d'Alloix
Sainte-Marie-d'Alloix là một xã của tỉnh Isère, thuộc vùng Rhône-Alpes, đông nam nước Pháp.